# Christoph Woltereck
Christoph Woltereck (* 1. Juli 1686 in Glückstadt; † 11. Juni 1735 in Wolfenbüttel) war ein deutscher Beamter und Dichter.

## Vorfahren
Väterliche Vorfahren der Familie Christoph Wolterecks lebten seit dem 15. Jahrhundert als Bürger in Goslar. Johann Woltereck (1618–1679) ging 1664 nach Glückstadt, wo er als königlich dänischer Münzmeister arbeitete. Er übergab diese Aufgabe an seinen Neffen Christoph Friedrich Woltereck (* 13. Februar 1656; † 18. September 1718), der auch Glückstädter Bürgermeister war. Er war verheiratet mit Anna Dorothea, geborene Röhri, die vor 1700 starb. Sie war eine Tochter des schwedischen Kanzlisten Griso Röhri aus Stade und der Witwe des Stader Münzmeisters Andreas Hille. Christoph Friedrich Woltereck heiratete 1700 in zweiter Ehe Anna Katharina Gude, 1707 in dritter Ehe Margaretha Dorothea Esmarch, die eine Tochter von Nicolaus Ludwig Esmarch war.

## Leben und Wirken
Christoph Woltereck war ein Sohn von Christoph Friedrich Woltereck. Er besuchte zunächst eine Schule in Glückstadt und lernte ab Ostern 1700 bei Johannes Moller an der Flensburger Gelehrtenschule. Im Mai 1703 wechselte er nach Hamburg an das Akademische Gymnasium zu Johann Albert Fabricius. Im April 1706 schrieb er sich in Leipzig für ein Theologiestudium ein, wechselte aber nach kurzer Zeit zu juristischen und philologisch-literarischen Fachbereichen.
1708/09 übernahm Woltereck die Redaktion der Rezensionszeitschrift Ausführlicher Bericht von allerhand neuen Büchern. Ab 1710 arbeitete er bei der renommierten Zeitschrift Acta Eruditorum mit. Seine Eltern signalisierten ihm, dass er ggf. in den Staatsdienst eintreten könne. Daher ging er noch 1710 wieder nach Glückstadt, wo er die gewünschte Stelle nicht bekam. Danach bemühte er sich ebenso erfolglos um eine Beamtenstelle in Hamburg. In den Folgejahren verfasste er Gelegenheitsgedichte mit der Hoffnung, einflussreiche Mäzene zu finden, die ihm zu einer Stelle verhelfen könnten. Auch damit hatte er keinen Erfolg. 1714 zog er nach Goslar, wo er weiterhin dichtete und weiterhin ergebnislos um Gönner warb. 1717 wollte er zurück nach Glückstadt gehen. Während seiner Reise übernahm er in Wolfenbüttel die Aufgabe, Ordnung in das Archiv der Marienkirche zu bringen und dieses auszuwerten.
1720 erhielt Woltereck eine Stelle als Privatsekretär von Hieronymus von Münchhausen. Im Folgejahr erhielt er als Aktuar die gewünschte Stelle im Staatsdienst. 1725 wurde er zum Sekretär ernannt und 1731, nachdem Herzog Ludwig Rudolf die Regierung übernommen, zum Oberamtmann des Amtes Wolfenbüttel.
Wolterecks Lebenslauf ist ein deutliches Beispiel für junge bürgerliche Menschen seiner Zeit, die nach dem Studium versuchten, außerhalb von Kirche oder Universitäten Karriere zu machen. Um entsprechende Stellen zu finden, schrieben sie oft Gedichte, insbesondere Gelegenheitsgedichte in der Hoffnung, so für sich werben zu können. Ohne eine juristische Ausbildung gelang ihnen meist nur eine schlichte Laufbahn in der Verwaltung.
Bei seinen antiquarischen und kompilatorischen Werken, die er während des Studiums und in Wolfenbüttel erstellte, arbeitete er im spätbarocken Polyhistorismus, den er bei Fabricius und Moller gelernt hatte. Die Gedichte, die er zwischen 1705 und 1715 verfasste sowie seine geistlichen Gedichte, die 1731 in gedruckter Form erschienen, gestaltete er ein wenig moderner. Es handelte sich um formal gefällige Gesellschaftslyrik, in der der Dichter diskursiv argumentierte. Ähnlich arbeiteten während dieser Zeit in Schleswig-Holstein Christoph Heinrich Amthor und Nicolaus Ludwig Esmarch.

## Familie
Am 6. April 1724 heiratete Woltereck Francisca Elisabeth de Forestier (* 19. Januar 1694 in Berlin; † 6. Februar 1734 in Wolfenbüttel). Sie kam aus einer Hugenottenfamilie und war eine Tochter des in Preußen geborenen Hauptmanns Etienne Forestier de la Forrest. Aus dieser Ehe stammte der Sohn Siegmund Ludwig (* 1. Juli 1724; † 11. Juni 1796). Er arbeitete als Justizrat und Archivar in Wolfenbüttel und starb kinderlos.